# Carmen Laforet
Carmen Laforet Díaz (* 6. September 1921 in Barcelona, Katalonien, Spanien; † 28. Februar 2004 in Majadahonda, Gemeinschaft Madrid, Spanien) war eine spanische Schriftstellerin, die ihre meisten Arbeiten während des Franquismus schrieb. Trotz der Schwierigkeiten, mit denen sie konfrontiert wurde, ragte sie durch ihre Rolle als Frau in der Literatur heraus. Eines ihrer bekanntesten Werke ist Nada (Nichts).

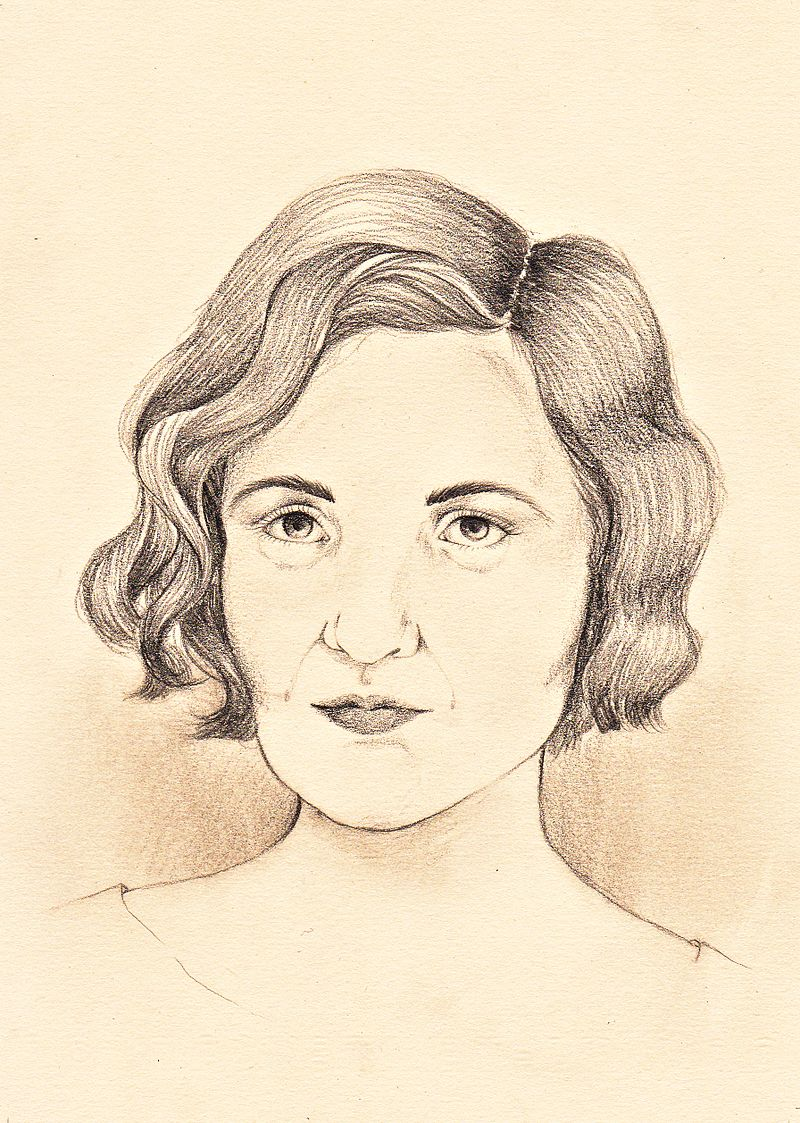
Porträt Carmen Laforet

## Biografie
Carmen Laforet wurde am 6. September 1921 in Barcelona geboren. Sie war die Tochter eines Architekten aus Barcelona und einer Lehrerin aus Toledo. Als sie zwei Jahre alt war, zog ihre Familie aus beruflichen Gründen des Vaters, der als Lehrer für Industrieingenieurswesen arbeitete, auf die Insel Gran Canaria auf die Kanarischen Inseln. Dort verbrachte sie ihre Kindheit und Jugend. Sie war die Erstgeborene aus der Ehe, gefolgt von ihren Brüdern Eduardo und Juan, mit denen sie sich laut eigener Aussage immer gut verstand.
Nach dem Tod ihrer Mutter heiratete ihr Vater eine Frau, zu der Carmen nie eine gute Beziehung hatte. 1939 kehrte die Autorin auf die Halbinsel zurück, um in Barcelona, wo sie drei Jahre lang lebte, Philosophie zu studieren. Später zog sie nach Madrid, um dort an der Universität Complutense Madrid Rechtswissenschaften zu studieren, aber sie beendete keinen der begonnenen Studiengänge.
Im Jahr 1945 veröffentlichte sie Nada, einen Roman, mit dem sie 1944 als Erste den Nadal-Preis des Verlags Destino gewonnen hatte. Dieser Roman war ein Kritik- und Publikumserfolg und bescherte der jungen Laforet literarischen Ruhm. 1946 heiratete Carmen Laforet den Journalisten und Literaturkritiker Manuel Cerezales, mit dem sie fünf Kinder hatte. Sie trennten sich im Jahr 1970.
1950 veröffentlichte Laforet La isla y los demonios, einen Roman, der auf den Kanarischen Inseln spielt, wo sie aufgewachsen war. Im Jahr 1955 veröffentlichte sie La mujer nueva, eine Arbeit, die durch die religiösen Erfahrungen der Autorin gekennzeichnet ist. 1963 erschien La insolación, der erste Band der Trilogie Tres pasos fuera del tiempo. Es folgte eine lange Zeit, in der sie an den beiden anderen Bänden der Trilogie arbeitete, ohne sie jedoch zu veröffentlichen.
1965 reiste Carmen Laforet in die USA. Sie veröffentlichte im Jahr 1981 das Essay Mi primer viaje a USA über ihre Erfahrung in diesem Land. Dort traf sie den Romanschriftsteller Ramón J. Sender, mit dem sie eine interessante Brieffreundschaft führte.
Im Jahr 2003 veröffentlichte ihre Tochter Cristina Cerezales das Werk Puedo contar contigo, das insgesamt sechsundsiebzig Briefe enthält, in denen die Schriftstellerin ihr literarisches Schweigen, ihre krankhafte Unsicherheit und ihren Wunsch nach Schutz vor sozialen Kontakten offenbart. Ihre persönliche Situation beim Schreiben der Briefe war schwer, da sie sich im Jahr 1970 getrennt hatte, und ihr die wirtschaftliche Stabilität fehlte. Die allgemeinen Umstände, beispielsweise das politische und soziale Klima oder der vorherrschende Machismo, die dazu führten, dass sie in Interviews zum Beispiel gefragt wurde, ob sie ihre Kinder oder ihre Bücher mehr liebe, trugen ebenfalls dazu bei.
In den Briefen an Sender beklagte sie die graue Welt der Literatur, die sie voll von Neid, Feindseligkeit und Streit sah. Laforet wollte sich zu keinem „dieser kriegerischen Reiche“ zuordnen, weshalb sie als „Feindin von alle“ angesehen wurde. Sender gesteht seinerseits Laforet, dass es nur eine Person gibt, Francisco Franco, dem er böse ist. Der Autor von Réquiem por un campesino español beschreibt seiner Freundin detailliert seine Angstkrisen: „Ich bin damit nicht einverstanden, alt zu sein“. Die Religiosität war ein weiteres Thema der Briefe, die sie schrieben. Sie beide glaubten an Gott, mit unterschiedlichen Nuancen, und sie teilten ihre Hingabe für Teresa von Ávila.
Der unermüdliche Sender war das Gegenteil von Laforet und regte sie stets zum Schreiben an.
Carmen Laforet schrieb auch Kurzgeschichten, Bilderbücher und Reiseberichte. Unter ihren Bilderbüchern stechen La llamada (1954) und La niña y otros relatos hervor.
(1970). Fast alle Arbeiten von Laforet drehen sich um ein zentrales Thema: die Konfrontation zwischen dem jugendlichen Idealismus und der Mittelmäßigkeit der Umgebung.
Nach und nach distanzierte sich die Autorin selbst aus dem öffentlichen Leben aufgrund einer degenerativen Erkrankung, die das Gedächtnis beeinträchtigte (Alzheimer-Krankheit) und durch die sie in den letzten Jahren ihres Lebens nicht mehr sprechen konnte. Carmen Laforet starb am 28. Februar 2004 in Madrid.
Im Februar 2007 veröffentlichte der Verlag Menoscuarto zum Gedenken an den dritten Todestag der Autorin zum ersten Mal eine Zusammenstellung all ihrer Kurzgeschichten, einschließlich der fünf, die sie zuvor nicht veröffentlicht hatte. 2009 veröffentlichte Cristina Cerezales ein zweites Buch über ihre Mutter, Música blanca (Destino), in dem sie, mit den Worten von Rosa Montero, „uns einen anderen erstickenden Raum aufzeigt: das Alter der Schriftstellerin, ihre Krankheit und die Verschlechterung“.
Carmen Laforet ist eine Autorin, die lange Zeit in der Welt der Literatur vergessen wurde, bis zur Veröffentlichung des Werks Puedo contar contigo von Israel Rolón Barada. Nach der Veröffentlichung dieses Autors, dem die Neuveröffentlichung von La mujer nueva (ein Werk, das 1955 zum ersten Mal von Carmen Laforet selbst publiziert wurde) zugeschrieben wurde, gewann die Autorin wieder an Bedeutung.

## Ehrungen
Im Jahr 2010 wurde im Stadtviertel Valderribas im Bezirk Vicálvaro in Madrid die Schule Carmen Laforet errichtet.
2011 wurde sie postum mit dem Preis Can de Plata von Gran Canaria in der Kategorie Kunst durch den Inselrat von Gran Canaria ausgezeichnet.
Es gibt eine Straße mit dem Namen der Autorin am Rande der Stadt Estepona (Málaga), im Bezirk von Guadalajara (neben anderen Straßen mit den Namen spanischer Schriftsteller), eine weitere Straße in Majadahonda und zwei in Torrejón de Ardoz und im Stadtviertel Soto del Henares (Madrid). Weitere Straßen wurden in den Gemeinden von Las Palmas de Gran Canaria und San Bartolomé de Tirajana auf der Insel Gran Canaria nach ihr benannt.
Im Jahr 2004 wurde eine Reihe von Biografien veröffentlicht, die Carmen Laforet gewidmet sind und von der Schriftstellerin Nuria Amat angeleitet wurden.
Im Jahr 2004 ehrte das Instituto Cervantes von New York City (USA) die Autorin für eine ihrer kulturellen Aktivitäten, um der Veröffentlichung ihres Buches Nada vor 70 Jahren zu gedenken.
Auch in Barcelona gibt es einen Platz mit ihrem Namen: Plaza Carmen Laforet. Dort gibt es eine Platte, auf der man auf Katalanisch lesen kann: „Va néixer en aquesta casa, font d'inspiració de la seva primera novel la Nada“. Dies bedeutet: "Sie ist in diesem Haus geboren, die Quelle der Inspiration für ihren ersten Roman Nada.

## Filmografie
Im Jahr 1947 wurde ihr Roman Nada auf die Leinwand gebracht. Der Spielfilm wurde von Edgar Neville mit Schauspielern wie u. a. Conchita Montes, Rafael Bardem, María Denís und Fosco Giachetti gedreht. Der Film fiel mit der Zensur der Epoche zusammen. Deswegen wurde er um 30 Minuten gekürzt und viele der Szenen, die in Barcelona gedreht wurden, herausgeschnitten.
Später, im Jahr 1956, wurde in Argentinien  eine Adaption des Romans Nada, ein Drama in Schwarzweiß, durch den Regisseur Leopoldo Torre Nilsson verfilmt.

## Werke
Carmen Laforet war eine der bedeutendsten Autorinnen in der Zeit nach dem Spanischen Bürgerkrieg. Für ihren bis heute bedeutenden Roman Nada (dt. Nada, Baden-Baden 1992) erhielt sie 1944 den Nadal-Literaturpreis.
Laforet veröffentlichte in den 1960er Jahren lediglich zwei weitere Romane. Von einer angekündigten Trilogie erschien nur La insolación im Jahre 1963. Den zweiten Teil Al volver la esquina beendete sie zwar, die Korrekturfahnen gab sie ihrem Verlag jedoch nie zurück. Im Mai 2004 wurde der Roman schließlich postum veröffentlicht.
2006 erschien die deutsche Übersetzung ihres Buches La isla y los demonios.
Weitere Werke
- Nada 1945, Roman / Deutsch: Nada. Claassen Verlag, Berlin 2005, ISBN 978-3-546-00394-0.
- La isla y los demonios 1950, Roman / Deutsch: Die Insel und die Dämonen. Claassen Verlag, Berlin 2006, ISBN 978-3-546-00401-5.
- El piano 1952, Roman.
- Un noviazgo 1953, Novelle.
- El viaje divertido 1954, Novelle.
- La niña 1954, Novelle.
- Los emplazados 1954, Novelle.
- La llamada 1954, Erzählungen.
- La mujer nueva 1955, Roman / Deutsch: Die Wandlungen der Paulina Goya. Sankt-Benno-Verlag 1978
- Un matrimonio 1956, Roman.
- Gran Canaria 1961, Essay.
- La insolación 1963, Roman.
- Paralelo 35 1967, Reisegeschichte.
- La niña y otros relatos 1970, Erzählungen.
- Artículos literarios 1977, Artikel.
- Mi primer viaje a USA 1981, Essay.
- Rosamunda. Cuento In: Ángeles Encinar (Hrsg.): Cuentos de este siglo Barcelona 1995, Erzählung.
- Al colegio. Cuento In: Laura Freixas (Hrsg.): Madres e hijas Barcelona 1996, Erzählung.
- Al volver la esquina 2004, Roman, postum veröffentlichter Roman Fortsetzung von La insolación.
- Carta a don Juan 2007, Anthologie ihrer Erzählungen.
- Romeo y Julieta II 2008, Anthologie ihrer Liebesgeschichten.